# Peponium seyrigii
Peponium seyrigii är en gurkväxtart som beskrevs av Keraudr. Peponium seyrigii ingår i släktet Peponium och familjen gurkväxter. Utöver nominatformen finns också underarten P. s. linearilobum.